# Relações entre Líbia e Turquia
As relações entre Líbia e Turquia são as relações diplomáticas estabelecidas entre o Estado da Líbia e a República da Turquia. Ambos compartilham importantes laços históricos, já que a Líbia fez parte do Império Otomano.

## Conflito na Líbia
No início do levante contra Muammar al-Gaddafi, a Turquia apoiou o governante líbio, declarando que a Líbia deveria lidar com seu próprio problema e que não havia necessidade de intervenção internacional. A posição da Turquia em relação às rebeliões fez com que os adversários em Benghazi desenvolvem uma atitude adversa em relação aos turcos. Consequentemente, devido ao fato de Gadafi não ter mudado de atitude, a Turquia interrompeu os contatos com ele, o que mais tarde resultaria na oposição em Benghazi mudando sua atitude negativa em relação à Turquia. Durante a guerra civil líbia, milhares de oponentes feridos de Gaddafi foram trazidos à hospitais turcos para serem tratados. A Turquia contribuiu com milhões de dólares para as rebeliões e também recebeu os líderes do conselho de transição na Turquia. Após a queda e a morte de Kadafi no final de 2011, divisões acentuadas levaram ao surgimento de dois governos rivais no país, um com sede em Tobruk e outro em Trípoli, cada um com seus próprios parlamentos e forças militares. Isso teve um grande impacto nas relações turco-líbias e, por causa disso, Ancara apoiou a Irmandade Muçulmana. Em 2015, as relações entre Tobruk e Ancara se deterioraram. Por fim, a Líbia decidiu cessar todas as relações com a Turquia e expulsou todas as empresas turcas da Líbia.